# Aristobia reticulator
Aristobia reticulator là một loài bọ cánh cứng trong họ Cerambycidae.